# Teca (protista)

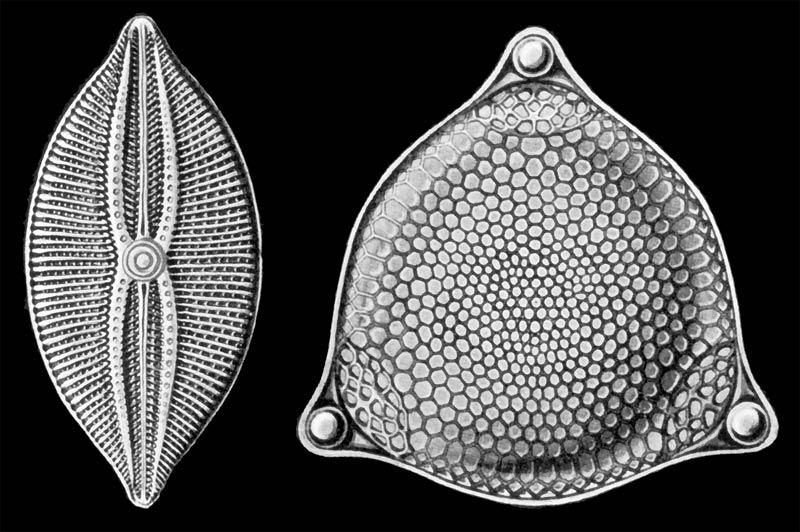
Tecas de diatomea. Dibujos de Ernst Haeckel.

Teca es la estructura externa dura a modo de caparazón que protege la célula de algunos protistas, tales como diatomeas y dinoflagelados. Puede ser de naturaleza orgánica o mineral. En las diatomeas, la teca está compuesta por dos piezas que encajan como una caja y su tapadera y se denomina frústula. En los dinoflagelados se compone de varias placas. Otras denominaciones son armadura o lorica. Si es una concha interna, la denominación correcta es testa.
- Datos: Q2367166